# Exford (Regno Unito)

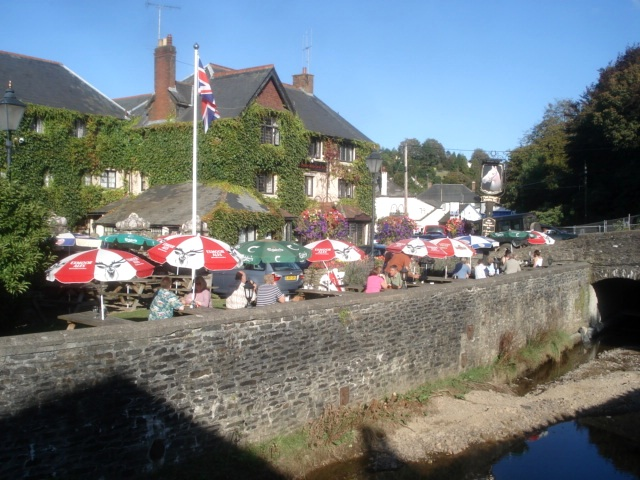
Il fiume Exe a Exford

Exford è un villaggio  con status di parrocchia civile della contea inglese del Somerset (Inghilterrasud-occidentale), facente parte del distretto del West Somerset e situato lungo il corso del fiume Exe (come suggerisce il nome), all'interno dell'Exmoor National Park.

## Geografia fisica
Exford si trova a pochi chilometri a sud-est di Edgcott.

## Monumenti e luoghi d'interesse
L'architettura di Exford si caratterizza per la presenza di cottage e altri edifici dal tetto in ardesia.

### Architetture religiose
Principale edificio religioso di Exford è la Chiesa di Santa Maria Maddalena, risalente alla prima metà del XVI secolo e in parte ricostruita nel 1867.
|  |